# 大きな嘘

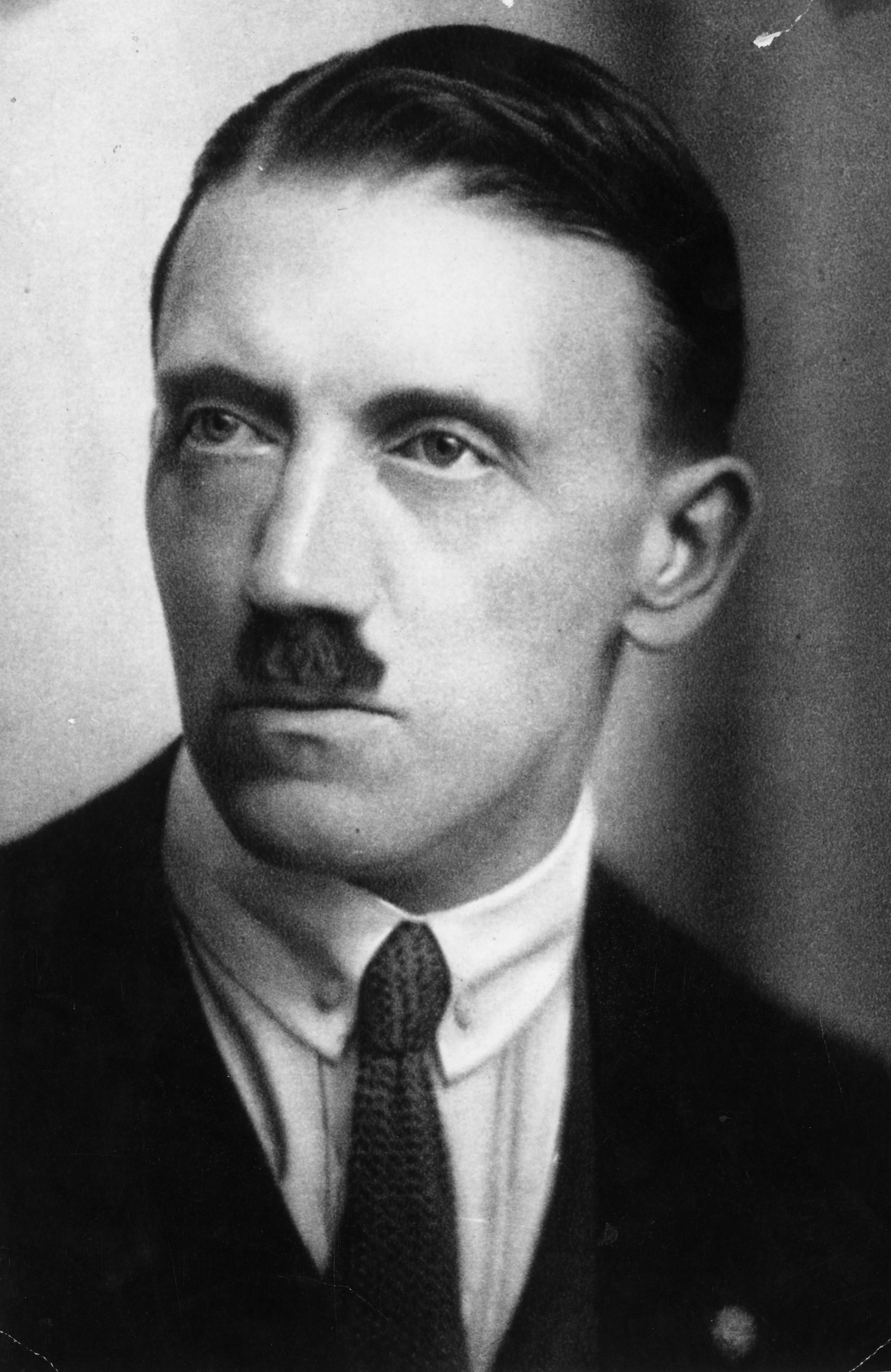
アドルフ・ヒトラー 1920年代前半、『我が闘争』(1925年)を書き始めた頃

大きな嘘（おおきなうそ、英: big lie, 独: große Lüge）とは、主に政治的なプロパガンダ手法として使用される真理の著しい歪曲または虚偽表現である。このドイツ語の表現は、「誰かがあれほど厚かましく真実を冒涜するはずがない」と人々が考えるため、人々が巨大な嘘を信じるようにどう仕向けられるかを説明するために、アドルフ・ヒトラーが著書『我が闘争』（1925年）で初めて使用した。ヒトラーは、この手法がユダヤ人によって使われ、ドイツの第一次世界大戦敗北の責任を、ヴァイマル共和政における著名なドイツ国家主義の政治指導者であるドイツ将軍エーリヒ・ルーデンドルフに負わせたと主張した。
歴史家ジェフリー・ハーフによると、ナチズムは元の大きな嘘の考えを使用して、ユダヤ人に対する感情を操作し、ホロコーストを正当化した。ハーフは、ナチス・ドイツの主要なプロパガンダ担当者であるヨーゼフ・ゲッベルスと国民社会主義ドイツ労働者党が実際に彼らが説明した大きな嘘の手法を使用したと主張する—そして、彼らはそれを使って、ヨーロッパにおける長年の反ユダヤ主義を大量殺人へと変えた。ハーフはさらに、ナチスの大きな嘘は、ドイツを無実の包囲された国家として描写し、「国際的なユダヤ人」に反撃していると主張したことだと論じている。ナチスは第一次世界大戦の開始をユダヤ人のせいにした。ナチスのプロパガンダは、ユダヤ人がイギリス、ロシア、アメリカ合衆国で過大かつ秘密の権力を持っていると繰り返し主張した。さらに、ユダヤ人がドイツに対する絶滅戦争を開始したという主張を広め、これらを使用してドイツが自衛のためにユダヤ人を絶滅させる権利があると主張した。
21世紀において、この用語はドナルド・トランプとその同盟者たちによる2020年アメリカ合衆国大統領選挙結果を覆す試み、特に選挙が大規模な有権者および選挙不正によって盗まれたという虚偽の主張に適用されている。主張の規模は、トランプ支持者がアメリカ合衆国議会議事堂を襲撃する結果となった。後の報告によると、トランプはこの物語を広めながらも、実際に選挙に負けたことを知っていたという。学者たちは、大きな嘘の手法の成功には、多くの異なる形のメディアを通じた絶え間ない繰り返しが必要であり、また一般大衆がその極端な主張を信じるための心理的な動機も必要だと述べている。

## ナチス・ドイツに関連する使用法

### ヒトラーの説明

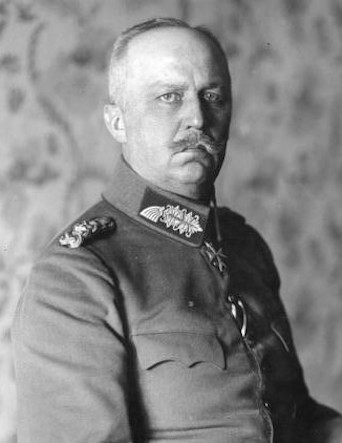
ヒトラーは、ユダヤ人が将軍エーリヒ・ルーデンドルフが国の第一次世界大戦敗北の責任者であるという「大きな嘘」を広めたと主張した。

ヒトラーの定義は、アドルフ・ヒトラーの『我が闘争』の第10章で示されている（ドイツ語原文とジェームズ・マーフィーの翻訳の両方で、単一の段落の一部である）：
しかし、無条件に嘘をつく能力を持つユダヤ人とその戦闘仲間であるマルクス主義者は、彼が予見し、完全な崩壊と恥辱の時からその国を救うために超人的な意志とエネルギーを示した唯一の人物に、まさにその没落の責任を帰するほかなかった。世界大戦の敗北の責任をルーデンドルフの肩に乗せることで、彼らは祖国の裏切り者たちを裁きに導くのに十分な危険性のある唯一の敵から、道徳的な権利という武器を奪い取った。
これはすべて、大きな嘘には常に一定の信憑性の力があるという原則—これ自体は真実である—に触発されている。なぜなら、国民の大衆は意識的あるいは自発的にというよりも、彼らの感情の本質のより深い層において常により簡単に腐敗するからである。そして、彼ら自身がしばしば小さな問題においては嘘をつくが、大規模な虚偽に頼ることは恥ずかしいと思うので、彼らの心の原始的な単純さにおいて、小さな嘘よりも大きな嘘の犠牲になりやすい。
彼らの頭には巨大な不実を作り上げることは決して浮かばないし、他人がそれほど恥知らずに真実を歪めることができるという厚かましさを持っているとは信じないだろう。これを証明する事実が明確に彼らの心に突きつけられたとしても、彼らはまだ疑い、迷い、何か他の説明があるかもしれないと考え続けるだろう。なぜなら、あまりにも厚かましい嘘は、たとえ否定されたとしても、常に痕跡を残すからである。これは、この世界のすべての専門的な嘘つきと、嘘をつく芸術において共謀するすべての人々に知られている事実である。—アドルフ・ヒトラー、『我が闘争』第I巻、第X章
1943年、『ニューヨーク・タイムズ』の寄稿者エドウィン・ジェームスは、ヒトラーの最大の嘘は、ドイツが1918年に戦争で敗北したのではなく、内部集団によって裏切られたという修正主義的主張だったと断言した。この背後の一突き神話は、ナチズムを含む右翼集団によって広められた。

### ホロコーストの実行における使用
歴史家ジェフリー・ハーフによると、ナチスは元の大きな嘘の考えを使用して、ユダヤ人に対する感情を操作し、ホロコーストを正当化した。ハーフは、ヨーゼフ・ゲッベルスと国民社会主義ドイツ労働者党が実際に彼らが説明した大きな嘘の手法を使用した—そして、彼らはそれを使って、ヨーロッパにおける長年の反ユダヤ主義を大量殺人へと変えた。ハーフはさらに、ナチスの大きな嘘は、ドイツを無実の包囲された国家として描写し、国際的なユダヤ人に反撃していると主張したことだと論じている。ナチスは世界大戦の開始をユダヤ人のせいにした。ナチスのプロパガンダは、ユダヤ人がイギリス、ロシア、アメリカ合衆国で舞台裏の権力を握っていると繰り返し主張した。さらに、ユダヤ人がドイツに対する絶滅戦争を開始したという主張を広め、これらを使用してドイツが自衛のためにユダヤ人を絶滅させる権利があると主張した。
冷戦歴史家ザカリー・ジョナサン・ジェイコブソンはその使用法を次のように説明している：

アドルフ・ヒトラーは最初、大きな嘘を、ウィーンのユダヤ人が第一次世界大戦におけるドイツ人の行動を信用失墜させるために使用した逸脱的な道具として定義した。しかし、悲劇的な皮肉として、実際にはヒトラーとナチス政権こそが、この嘘つきの戦略を採用した。第一次世界大戦におけるドイツの敗北の責任をヨーロッパのユダヤ人に負わせるために歴史を書き換える努力として、ヒトラーとその宣伝大臣はユダヤ人が戦争から利益を得て、外国勢力と結託し、「兵役忌避」（徴兵を避けること）をしていたと非難した。ヒトラーは、ユダヤ人がヴァイマル国家の弱点であり、忠実で真のドイツ人を壊滅的な崩壊にさらしたと主張した。この物語を売り込むために、ヨーゼフ・ゲッベルスは「すべての効果的なプロパガンダは非常に少数の点に限定され、一般大衆の最後の一人がそれを理解するまでこれらのスローガンを繰り返さなければならない」と主張した。

要するに、ナチスのファシズムは一つの合理化された、包括的な嘘に依存していた…ナチスはフィクションに基づいてイデオロジーを構築した。それは、第一次世界大戦におけるドイツの敗北は、その責任者とされる人々（ユダヤ人）をドイツの人口から一掃することによって報復（そして逆転）できるという考えだった。

### ゲッベルスの説明

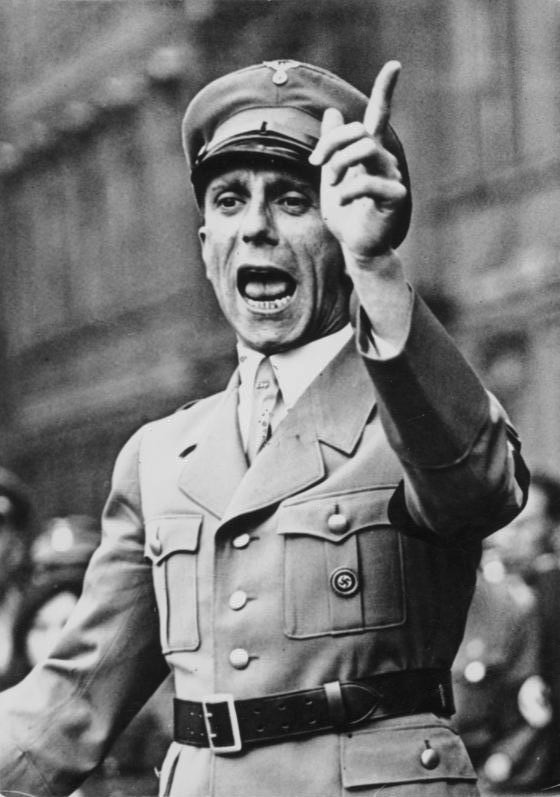
ナチス・ドイツの国民啓蒙・宣伝省の長であるヨーゼフ・ゲッベルス

ヨーゼフ・ゲッベルスも「大きな嘘」という表現と一般的に関連付けられる理論を提示した。ゲッベルスは、ヒトラーが初めてこのフレーズを使ってから16年後の1941年1月12日付けの記事に次の段落を書いた。「Aus Churchills Lügenfabrik」（「チャーチルの嘘工場から」）と題されたこの記事は、『Die Zeit ohne Beispiel』に掲載された：
本質的なイギリスのリーダーシップの秘密は、特定の知性に依存していない。むしろ、それは驚くほど愚かな厚顔無恥さに依存している。イギリス人は嘘をつく時は大きく嘘をつき、それを堅持するという原則に従っている。彼らは馬鹿げて見える危険を冒してでも、自分たちの嘘を貫き通す。

#### 疑わしい引用
以下のヨーゼフ・ゲッベルスの引用とされるものは、数多くの書籍や記事、そして何千ものウェブページで繰り返されているが、一次資料を引用したものは一つもない。ランダル・バイトワークの研究と推論によれば、これはゲッベルスが言ったとは考えにくいことである： 
十分に大きな嘘を語り、それを繰り返し続ければ、最終的に人々はそれを信じるようになる。嘘は、国家が人々を政治的、経済的、軍事的な嘘の結果から遮断できる時間だけ維持することができる。それゆえ、国家にとって、反対意見を抑圧するためにそのすべての力を使用することが極めて重要となる。なぜなら、真実は嘘の致命的な敵であり、したがって拡張によって、真実は国家の最大の敵である。

### ヒトラーに関するアメリカの心理プロファイル
「大きな嘘」というフレーズは、ヒトラーの心理プロファイルを説明するために、アメリカ合衆国戦略情報局のために1943年頃にウォルター・C・ランガーによって準備された報告書で使用された。その報告書は後に1972年に『アドルフ・ヒトラーの心』という書籍の形で出版された。ランガーはこの独裁者について次のように述べている：
彼の主要な規則は次のとおりだった：決して大衆が冷静になることを許さない。決して過ちや間違いを認めない。決して敵に良い点があることを認めない。決して選択肢の余地を残さない。決して責任を受け入れない。一度に一人の敵に集中し、すべての問題の責任をその敵のせいにする。人々は小さな嘘よりも大きな嘘をより早く信じる。そして、十分な頻度でそれを繰り返せば、人々はいつかそれを信じるようになる。
やや似た引用が、ヘンリー・マレーによる1943年の『アドルフ・ヒトラーの人格分析：彼の将来の行動の予測とドイツ降伏前後の彼への対処法の提案』に登場する：
...決して過ちや間違いを認めない。決して責任を受け入れない。一度に一人の敵に集中する。すべての問題についてその敵を非難する。政治的旋風を巻き起こすあらゆる機会を利用する。

### ヒトラーの死
1947年のアメリカのアドルフ・ヒトラーの死に関する本は、彼の生存の噂に関する感染性の強いソビエトの偽情報をこの技術の例として説明している。これはドイツの哲学者ハンス・ファイヒンガーの1911年の著書『「かのように」の哲学』を参照しており、同書は功利主義的目的のための嘘の受容について考察している。このアメリカの本は、ソビエトの指導部が「共産主義全体主義システムと秘密警察の手法が存在を正当化するために継続的な脅威を必要とすることを認識し、ヒトラーの幽霊を生かし続けることを決定した...ファシズムの継続的な脅威を劇的に表現する手段として」、彼らの軍事力を強化するためだと主張している。
彼の1968年の物議を醸した著書で、ソビエトの歴史家レフ・ベズィメンスキーは、ナチス・ドイツによるヒトラーの死の最初の発表を大きな嘘の例として引用している。それはヒトラーが任務中の兵士として行動中に死亡したと主張していた。

## その他の使用法

### 冷戦時代
一部のアメリカ政府高官は、この手法が第二次世界大戦後の数十年間、反ユダヤ主義的陰謀論者によって引き続き採用されていると信じていた。1903年にロシアで最初に出版された偽造された反ユダヤ主義文書に関する1964年の報告書で、上院内部安全保障小委員会のメンバーたちは、この論破されたパンフレットの「行商人」たちが反ユダヤ主義的中傷を促進する手段としてだけでなく、アメリカ人の共産主義の影響への恐怖を利用するためにも、「ヒトラーの『大きな嘘』の手法」を利用していると信じていると述べた。

### ドナルド・トランプの選挙盗難に関する虚偽の主張

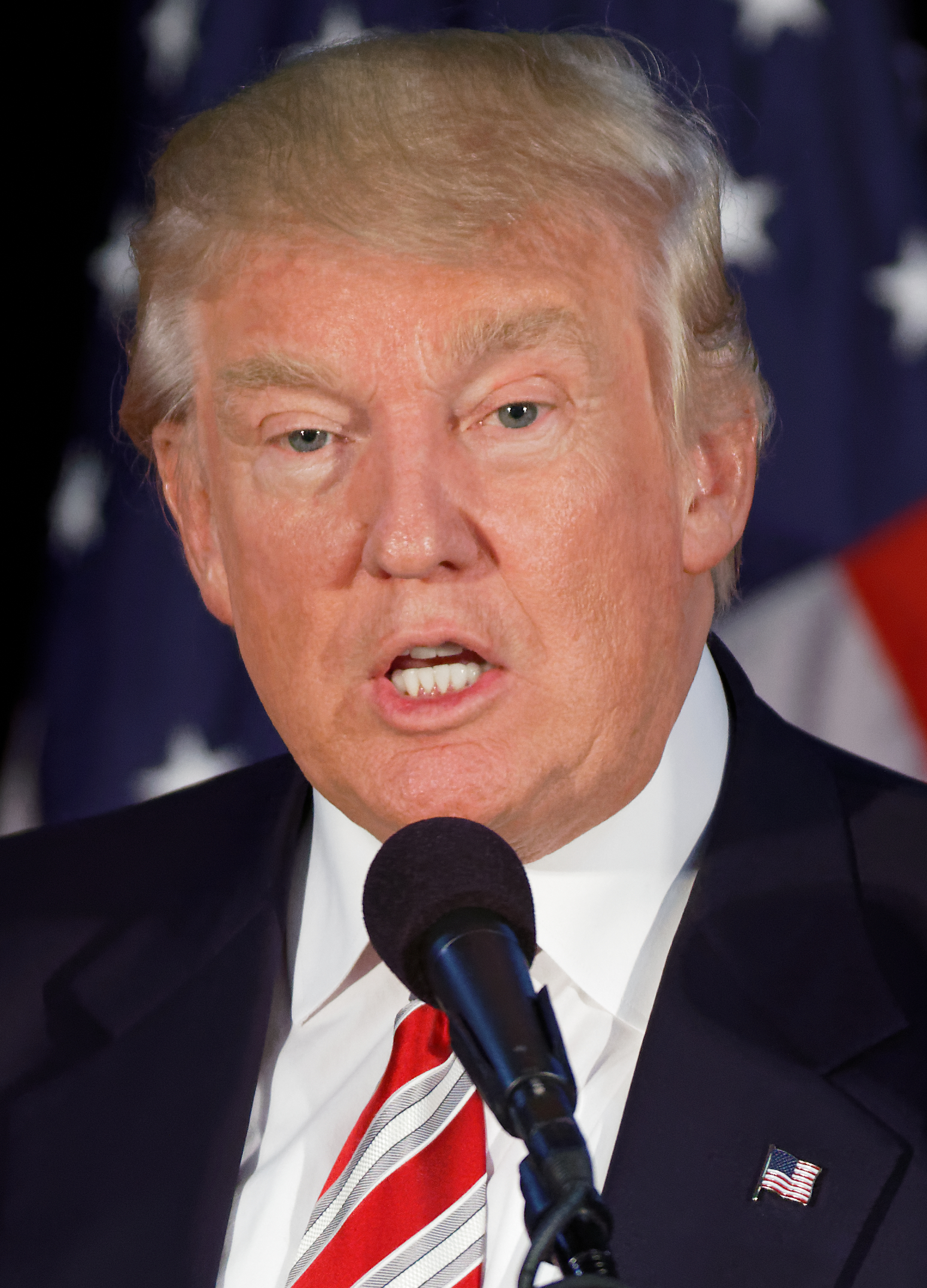
ドナルド・トランプ

CNNのファクトチェッカーダニエル・デールによると、2021年6月9日時点で、前大統領ドナルド・トランプは退任後132の書面声明を発表しており、そのうち「3分の1は選挙に関する嘘を含んでいた」—他のどの主題よりも多い。

選挙への疑念を植え付けるため、トランプは2024年の選挙に向けて、前の2回の選挙と比較して「不正選挙」と「選挙妨害」という表現の使用を増加させた—これらの声明は「勝てば私の勝ち、負ければあなたが不正をした」という修辞的戦略の一部として説明されている。

政治キャリアの間、アメリカ合衆国大統領ドナルド・トランプは虚偽の放水と大きな嘘のプロパガンダ技術と特徴付けられるものを採用した。2020年アメリカ合衆国大統領選挙結果を覆す試みを支持するために、彼と彼の同盟者たちは大規模な選挙不正があり、トランプが選挙の真の勝者だったという虚偽の主張を繰り返し行った。2023年までに、主要なニュースメディアはトランプの主張を単なる虚偽ではなく嘘として特徴付けた。
アメリカ合衆国上院議員のミズーリ州選出ジョシュ・ホーリーとテキサス州選出テッド・クルーズは、その後上院で選挙結果に異議を唱えた。彼らの努力は当時の大統領当選者ジョー・バイデンによって「大きな嘘」と特徴付けられた：「私は、アメリカ国民は彼らがどのような人物かをはっきりと見ることができると思う。彼らは大きな嘘の一部であり、大きな嘘だ」。共和党上院議員ミット・ロムニー（ユタ州）とパット・トゥーミー（ペンシルベニア州）、ファシズム研究者ティモシー・スナイダーとルース・ベン＝ギアット、ロシア問題専門家フィオナ・ヒル、およびその他の人々も、トランプの選挙不正に関する虚偽の主張を指して「大きな嘘」という用語を使用した。2021年5月までに、多くの共和党員がこの虚偽の主張を受け入れ、新しい投票制限を課し、選挙の管理運営の支配権を握ろうとする根拠として使用するようになった。これらの主張に反対した共和党員は反発に直面した。
2021年初め、『ニューヨーク・タイムズ』はトランプによる「大きな嘘」の政治的目的のための宣伝を検証し、その嘘が2020年選挙の結果を覆すために、2021年のアメリカ合衆国議会議事堂襲撃を奨励したと結論付けた。この襲撃は、トランプを2回目の弾劾にかける決議で引用された。トランプの2回目の弾劾裁判の間、下院管理者ジェイミー・ラスキン、ジョー・ネグセ、ホアキン・カストロ、ステイシー・プラスケット、およびマデリン・ディーンは、トランプがいかに「大きな嘘」を使って選挙が彼から盗まれたという虚偽の主張を繰り返し行ったかを議論した。10月7日、上院司法委員会は新しい証言と報告書を発表し、それによれば「ドナルド・トランプ大統領とその忠実な支持者が司法省（DOJ）の全面的な乗っ取りを脅かした際、我々は完全な憲法危機からわずか半歩のところにいた。彼らはまた、元民事部門の司法長官補佐官ジェフリー・クラークがいかにトランプの『大きな嘘の弁護士』になり、DOJの同僚たちに2020年選挙の覆しを強制しようとしたかを明らかにした」。
2022年初め、『ニューヨーク・タイムズ』はトランプとその同盟者たちによる「大きな嘘」とそれに関連する嘘を、2022年と2024年を含む将来の選挙を覆し影響を与える試みにおいて、さらに宣伝する継続的な努力の詳細な分析を発表した。2022年6月13日、2021年1月6日の襲撃に関するアメリカ合衆国下院特別調査委員会は、トランプが2020年選挙に敗れたことを知っていたにもかかわらず、寄付者を利用するために虚偽の主張を広め、その結果「5億ドル」を稼いだという証言を発表した。2023年3月30日の最初の起訴に続く数日間、彼は同様の選挙関連のコメントをソーシャルメディアに繰り返し投稿した。
ドミニオン・ヴォーティング・システムズは、2020年アメリカ合衆国選挙の多くの管轄区に投票機を提供していたが、ドミニオンが選挙を操作したという大きな嘘に関連する4つの主要な訴訟を提起した。トランプの弁護士ルドルフ・ジュリアーニに対して、ドミニオンは13億ドルの損害賠償を求めている。「彼と彼の同盟者たちが『大きな嘘』を作り出し、広め、予測可能な形でバイラルとなり、何百万人もの人々をドミニオンが彼らの票を盗み、選挙を操作したと信じるように騙した」と主張している。別途、『ドミニオン・ヴォーティング・システムズ対フォックス・ニュース・ネットワーク』では、FOXニュースから16億ドルを求めている。証拠開示の間、フォックス・ニュースの内部通信が公開され、著名なホストと幹部が虚偽の声明を報道していることを認識していたが、視聴者を維持して経済的理由から継続していたことが示された。2023年4月18日、フォックス・ニュースはドミニオンに7億8800万ドルの和解金を支払うことに同意し、CNNはこれを「大きな嘘」を語った「大きな代償」と表現した。ドミニオンは、他の2つのテレビネットワーク、ニュースマックスとワン・アメリカ・ニュース・ネットワークにも各16億ドル、さらにマイ・ピローとそのCEOマイク・リンデルに12億ドルの訴訟を起こしている。

2023年4月25日、CNNはトランプが2020年選挙について新しい嘘をついたと報じた：「トランプは、バイデンが2020年にアメリカの郡の5分の1未満でトランプよりも多くの票を獲得したことを指摘した。その後、トランプは『これまでこのようなことは起こったことがない。通常、それは非常に同等であるか、または—しかし勝者は常に最も多くの郡を持っていた』と述べた。」この声明は「完全なデタラメ」と表現された。ビル・クリントン（1992年と1996年）とバラク・オバマ（2008年と2012年）の両方が「彼らの勝利のそれぞれで郡の少数派を獲得した」。ブルッキングス研究所の上級研究員ウィリアム・H・フレイは次のように説明した： 
大統領職を少ない数の郡で勝利することに疑わしいものは何もない。郡の規模は大きく異なり、バイデンが最も得意とした大きな都市部と郊外の郡は、トランプが勝った郊外外縁部、小さな町、農村部の郡の多くよりもはるかに大きな人口を抱えている。
2023年7月28日、連邦地方裁判所判事は、トランプの選挙不正の主張についてCNNが「大きな嘘」という用語を複数回使用したことは、トランプの2022年10月のCNNに対する訴訟を却下し、請求可能な名誉毀損を構成しないと述べた。判事はCNNの声明は意見であり、事実的に検証可能な声明ではなく、「合理的な視聴者」はトランプが「ユダヤ人または他の集団の迫害や大量虐殺を主張している」とは推論しないだろうと書いた。この訴訟は偏見を持って却下され、トランプが同じ基礎で再び訴えることはできないことを意味する。

### 21世紀のアメリカ政治における使用
この用語は、トランプの2016年選挙における勝利が彼の選挙運動とロシアとの間の疑惑のある共謀の結果であったという主張を説明するために、アメリカの著名な右派の人物によって使用されてきた。前司法長官ウィリアム・P・バーは、これらの主張を「非常に有害な大きな嘘」と表現し、それが政権がウラジーミル・プーチンと適切に対処する能力を妨げたと述べた。これは前下院議長ニュート・ギングリッチによっても同様に主張された。
2021年初めまでに、トランプといくつかの著名な共和党員は「大きな嘘」という用語を使用し始め、それが他の選挙問題を指していると主張した。トランプはこの用語が「2020年の不正大統領選挙」を指していると述べた。典型的には中道右派の『ウォール・ストリート・ジャーナル』の意見記事、および共和党政治家のミッチ・マコーネルとニュート・ギングリッチは、「大きな嘘」を、新しく、より制限的な有権者識別要件に対する民主党の反対と呼んだ。マコーネルのオフィスは、投票権法案を制定するためのフィリバスターを廃止する民主党の試みを「左の大きな嘘（アメリカを席巻している何らかの邪悪な反投票陰謀がある）」と呼んだ。ティモシー・スナイダーは物語を反転させる試みについて説明している：
嘘があまりにも大きいため、世界を再秩序化する。そして、大きな嘘を語る一部として、すぐに大きな嘘を語るのは相手側だと言う。悲しいことに、これはすべて『我が闘争』に記録されている事実である。
2022年1月までに、共和党員は投票に新しい制限を課し、選挙の投票と管理運営の完全な支配権を掌握するための行動を取っていた。その間、大多数の共和党員は2020年の選挙が彼らから盗まれたと引き続き信じており、民主主義が失敗の危機にあると主張した。広範なメディア報道は、共和党の努力自体が民主主義への脅威を示していることを示した。

### 中国
中華人民共和国政府は、新疆ウイグル自治区のウイグル人に対する人権侵害を否定し、ウイグル人のジェノサイドの宣言を敵対的な勢力によって行われた「大きな嘘」とラベル付けしている。

## 分析
心理学者、精神科医、その他の専門家が大きな嘘の技術が機能する理由を説明している。自己愛性パーソナリティ障害とナルシシスティックな虐待の専門家である認可された臨床心理学者で心理学教授のラマニ・ドゥルバスラ博士は次のように述べている：
反復は重要である。なぜなら、大きな嘘は教化を通じて機能するからだ。大きな嘘は、十分に繰り返されれば、人々はそれを信じるようになり、まさにその反復がほとんど同義的に嘘の支えとなるため、それ自体の証拠基盤となる。...何かを十分に聞けば真実になる。人々は嘘が大きい場合、証拠基盤があると想定する（それは盲点のようなものだ）。...[人々は次のことに気づくこともできない]私たちの中には共感を欠き、共通善に関心を持たず、誇大で、傲慢で、もっぱら自分の自己中心的なニーズのために人々を搾取し、操作する意欲のある人々がいるということを。...[代わりに]一種のハロー効果が、指導者たちにそうではないときに、推定される専門知識と力を与える—（ほとんどすべての誇大妄想的な指導者、専制君主、独裁者、寡頭政治家はナルシシズム/精神病質を特性として共有している）。
大きな嘘の受容における反復の重要性は、マウント・カーメル・カレッジ・オブ・ナーシングの論理学准教授ミリアム・バワース＝アボットによって強調されている。彼女は「特に役立つのは様々な文脈での反復である。つまり、単に同じ言葉を何度も繰り返すだけでなく、アイデアを様々な方法で統合することだ。それは自身の小さな支持のウェブを構築する」と述べている。そのような反復は物理的な環境でも発生する可能性がある。ニューヨーク大学の臨床心理学者マット・ブランチャード博士は次のように述べている：「大きな嘘を売るものとして、新奇なTシャツ、帽子、バナーほど効果的なものはない。これらのアイテムは通常、スポーツチームと関連付けられており、生死に関わる政治的問題とは関連付けられていない。しかし、トランプとその周囲は、これらのアイテムを巧みに使用して、アメリカ人がプロフットボールと関連付けるような無制限の忠誠心を生み出した。...バナーと帽子は重要なことに、すべてに愚かさの雰囲気を加える。もしそれについてノベルティハットを買うことができるなら、本当にそれほど深刻なことだろうか？...それは天才的な心理的操作である」。
ブランチャードはまた、人々が自分たちの生活に直接影響を与える情報を、彼らに近接性の低いより抽象的な情報とは異なって評価することを指摘している。彼は「『信じる』という行為は人間が行う単一のことではない。代わりに、この一語は人間が情報と持つ関係の広範囲を表している。私たちは物事を真に『信じる』わけではなく、むしろ有用だと思う情報を暫定的に受け入れているのだ」と述べている。このため、彼は「ほとんどの人は大きな嘘を全面的に『信じて』いるわけではないが、それが...娯楽になる可能性があるため、暫定的に受け入れることに喜んでいる。それがあなたのアイデンティティを賞賛するかもしれない。それがあなたのコミュニティの他の人々と絆を結ぶのに役立つかもしれない。あるいは、それがあなたに怒りを発散させるのに役立つかもしれない...『信念』は常に有用性に基づいている」と述べている。
精神科医バンディ・X・リーは、大きな嘘のような途方もない主張の受容の下には感情的な理由があると指摘している：
通常、彼らは安らぎを見つけ、痛みを避けようとしている。...これは健康状態が低下している状態で起こり、新しい領域に冒険したり、創造的な解決策を求めたりする傾向が低下している。反復には安らぎがあり、そのため、圧力を受けている人々や国家は、現実的なものよりも、彼らに繰り返されるものにより多く引き寄せられる。アドルフ・ヒトラーはこれをとてもよく理解していたため、アメリカの心理学者ウォルター・ランガーはこの方法を説明するためにこのフレーズを作り出した
ソーシャルメディアもそのような感情的反応において役割を果たすとバワース＝アボットは述べている：
ソーシャルメディアでは、人々は公の立場を取る傾向がある。その立場が間違っていることが判明すると、恥ずかしいことになる。そして引き下がることは通常、弱さとして見られる。だから彼らは面目と個人的信頼性を守るために、誤った主張を強化する。...私たちは正しいことに感情的に執着しすぎている。私たちの文化全体にとって、不確実性と知的謙虚さと好奇心を尊重する方がよいだろう。これらの価値観は、永続的な答えの期待なしに質問をするのに役立つ。
ドゥルバスラ、ブランチャード、リーは、大きな嘘を信じる者が事実的証拠の提示によって説得されることはほとんどないことに同意している。ドゥルバスラは批判的思考スキルの向上が必要だと主張しており、「これは、確認的なニュースだけを提供するアルゴリズムを終わらせ、代わりに人々が他の視点からの物語や情報を見ることを意味する...これらの会話をするための安全な空間を作る...異なる意見を持つ人々との市民的対話を奨励し、信念体系が一致していなくても共通点（例えば家族への愛）を見つけることを人々に教える」と述べている。ブランチャードは「大きな嘘の広め手たちは、彼らの支持者の目には、彼らが最大の恐怖—責任—に直面する場合にのみ信用を失うだろう。...彼らは投票箱で敗北するのを見られなければならず、法律を破ったときに逮捕され、誹謗中傷のために訴えられ、開かれた社会で利用可能なあらゆる法的手段で追求されなければならない。...何よりも、彼らは弱いと見られなければならない。そうしてのみ、彼らの嘘は、一度は何かを得る—個人的に、心理的に、政治的に、経済的に—ことを選んだ何百万人もの人々にとって、その有用性を失うだろう」と述べている。リーは、大きな嘘を信じる人を説得しようとする際に、防御的にさせないことが重要だと指摘している：「あなたは、最初に人々が大きな嘘を信じる原因となった根本的な感情的脆弱性を修復しなければならない。人口については、それは通常、世界での居場所がないという痛みであり、社会経済的不平等がそれを悪化させる。医療、教育、生計を立てる能力、その他の尊厳への道の欠如は、彼らを搾取しようとする人々に対して心理的に脆弱にする可能性がある」。